# Eragrostis fractus
Eragrostis fractus là một loài thực vật có hoa trong họ Hòa thảo. Loài này được S.C.Sun & H.Q.Wang mô tả khoa học đầu tiên năm 1981.